# Frühbandkeramische Siedlung bei Eitzum
Die Frühbandkeramische Siedlung bei Eitzum liegt zwei Kilometer südlich von Eitzum, einem Ortsteil von Schöppenstedt im Landkreis Wolfenbüttel in Niedersachsen. Sie bestand Mitte des 5. Jahrtausends v. Chr.
Eitzum ist eine der wenigen Siedlungen der ältesten Linienbandkeramik in Niedersachsen, die durch Probegrabungen (1956 bis 1958) und eine größere Ausgrabung (durch Harald Stäuble, 1987) untersucht wurden. Bei den Probegrabungen von Franz Niquet (1910–1986) wurden Pfosten- und hausbegleitende Gruben freigelegt. Neben zahlreichen Gefäßscherben wurden Steingeräte gefunden. Es gelang der Nachweis von Emmer und vermutlich Nacktgerste als Nutzpflanzen, sowie von Rindern und Schafen/Ziegen, als Haustiere. Die Radiokarbondatierungen liegen bei 4530 ± 210 v. Chr. (Holzkohle) und 4580 ± 100 v. Chr. (Keramik).
Die bandkeramischen Siedlungsgruben waren teils durch jüngere Siedlungsspuren der Stichbandkeramik und Rössener Kultur gestört. Überdies wurde jeweils ein Grab der Glockenbecher- und der Aunjetitzer Kultur freigelegt. Bei der Ausgrabung (Eitzum 2) im Jahr 1987 wurden erstmals Hausgrundrisse der ältesten Bandkeramik in Niedersachsen entdeckt.